# Bobbed Hair
Bobbed Hair è un film muto del 1925 diretto da Alan Crosland.

## Trama
Connemara Moore, una ricchissima ereditiera, non sa decidersi tra due pretendenti: il primo vuole che si tagli i capelli alla maschietta, l'altro è contrario. Connemara deve vedersela anche con la zia che minaccia di diseredarla se si taglierà i capelli. Alle prese con questo serio dilemma, Connemara decide di lasciare tutti e di restarsene sola. Si infila in un'auto guidata da David Lacy che la coinvolge in una serie di avventure tra contrabbandieri, feste sfrenate e in una storia d'amore. Alla fine, Connemara taglierà la testa al toro decidendo di sposare David, risolvendo i suoi dilemmi.

## Produzione
Il film fu prodotto dalla Warner Bros. Pictures.

## Distribuzione
Distribuito dalla Warner Bros. Pictures, il film uscì nelle sale cinematografiche statunitensi il 25 ottobre 1925.